# Mak and the Dudes
Mak and Dudes es una banda musical de Filipinas formada por cinco adolescentes. Su álbum debut fue lanzado en 2007, titulado Oldies But Kiddies. El grupo está formado por Makisig Morales, Jairo Aquino, Balili Kyle, Rhap Salazar y Robert Villar.

## Discografía
| Año de lanzamiento | Título             | Síngles                                            | Venta |
| ------------------ | ------------------ | -------------------------------------------------- | ----- |
| 2007 Star Records  | Oldies But Kiddies | "Breaking Up is Hard to Do" "Ang Cute nang Ina Mo" |       |

## Canciones
- Kyle Balili cantó el Calla Lilytema con Micah Roi Torre.

- Ambos Rhap Salazar y Roberto Villar son de Grandes Campeones deLittle Big Star(Little División).

- El grupo cantó el tema musical de la películaAng Cute nang InaMo.

- El grupo grabó "Araw Natin Para!" que se utilizó para la estación de ABS-CBN de identificación, la canción fue también en su álbum debut.

- Kyle Ballili cantó la canción puede bukas pa tema.